# Edgar Buchwalder
Edgar Buchwalder (2 de agosto de 1916 — 9 de abril de 2009) foi um ciclista suíço. Competiu nos Jogos Olímpicos de Verão de 1936 em Berlim, onde conquistou a medalha de prata no contrarrelógio por equipes, juntamente com Ernst Nievergelt e Kurt Ott. Foi campeão nacional suíço de estrada em 1940 e 1942.